# Công ty Somers Isles
Công ty Somers Isles (tên đầy đủ bằng tiếng Anh: Company of the City of London for the Plantacion of The Somers Isles hoặc the Company of The Somers Isles) được thành lập vào năm 1615 để vận hành thuộc địa Somers Isles của Anh, còn được gọi là Bermuda, với tư cách là một liên doanh thương mại. Nó giữ một Hiến chương Hoàng gia cho phép quản lý Bermuda cho đến năm 1684, khi cty bị giải thể, và Vương quyền nhận trách nhiệm quản lý Bermuda như một thuộc địa vương thất.

## Bermuda dưới thời Cty Virginia

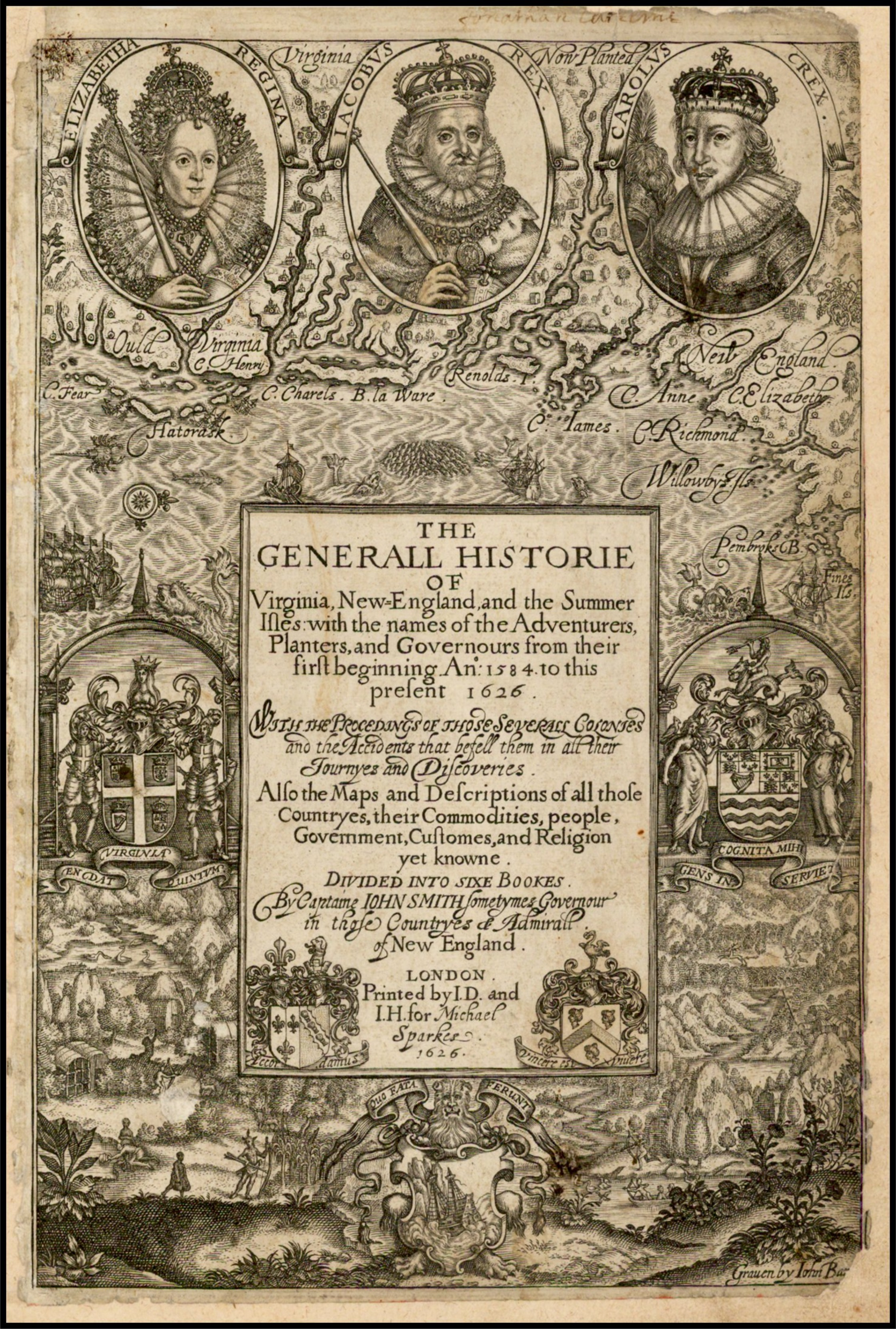
"Lịch sử chung của Virginia, New-England và Quần đảo Mùa hè", bởi Thuyền trưởng John Smith

Bermuda đã vô tình được Công ty Virginia định cư vào năm 1609, khi kỳ hạm của họ là chiếc Sea Venture, bị đắm trên các rạn san hô ở phía Đông. Đô đốc của công ty là Ngài George Somers, là người chỉ huy khi con tàu chiến đấu với một cơn bão đã làm tan vỡ hạm đội cứu trợ dự định đến Jamestown, khu định cư của người Virginia do Công ty thành lập 2 năm trước đó. Somers đã cố tình lái con tàu vào bãi đá ngầm để ngăn chặn việc nó bị đắm, nhờ đó cứu được tất cả những người trên tàu.
Những người định cư và thủy thủ đã dành 10 tháng ở Bermuda trong khi họ đóng hai con tàu mới để tiếp tục hành trình đến Jamestown. Trong quá trình đó, thuyền dài của Sea Venture được gắn cột buồm và được cử đi tìm Jamestown. Cả nó và phi hành đoàn của nó đều không bao giờ được nhìn thấy nữa. Khi Deliverance và Patience lên đường tới Jamestown, họ đã bỏ lại một số người, một số để duy trì yêu sách của Somers đối với các hòn đảo cho Vương quốc Anh, một số đã chết. Những người trên hai con tàu bao gồm Ngài Thomas Gates, chỉ huy quân sự và thống đốc tương lai của Jamestown, William Strachey là người mà câu chuyện về vụ đắm tàu sau này có thể đã truyền cảm hứng cho tác phẩm Giông tố (The Tempest) của William Shakespeare, và John Rolfe, người sáng lập ra ngành công nghiệp thuốc lá ở Virginia, và là người đã để lại một vợ và con được chôn cất ở Bermuda. Rolfe sau này sẽ kết hôn với một cô gái người Mỹ bản địa là Pocahontas, con gái của tù trưởng người Powhatan.